# Văn phòng Đường sắt và Đường bộ
Văn phòng Đường sắt và Đường bộ là một cơ quan chính phủ không phải là bộ trưởng chịu trách nhiệm về quy định kinh tế và an toàn của đường sắt của Anh và giám sát kinh tế của Đường cao tốc Anh.
1. ↑  The Office of Rail Regulation (Change of Name) Regulations 2015
2. ↑  "Our offices". Office of Rail and Road. Truy cập ngày 6 tháng 12 năm 2019.
3. ↑  Annual Report and Accounts 2017–18 (PDF), Office of Rail and Road, ngày 21 tháng 6 năm 2018, truy cập ngày 14 tháng 7 năm 2018
4. ↑  Who we are, Office of Rail Regulation, ngày 28 tháng 1 năm 2014, truy cập ngày 11 tháng 3 năm 2014